# Festival Hispano-Portugués de la Canción del Duero
El Festival Hispano-Portugués de la Canción del Duero fue un festival de canción ligera celebrado en la plaza de toros de la localidad burgalesa de Aranda de Duero entre 1960 y 1970. Nació como una réplica "de secano" a los festivales de localidades costeras y turísticas que habían emergido en los años 50: Festival de Sanremo, Festival de Benidorm, Festival de la Canción Mediterránea de Barcelona, etc. 
El ganador del festival se llevaba la Margarita de Oro, trofeo disputado entre compositores españoles y portugueses, aunque a partir de 1967 se acordó premiar una canción española y una portuguesa para evitar agravios comparativos. 
El festival surgió del trabajo desinteresado de varios arandinos pero pronto se involucraron en el patrocinio del evento el Ayuntamiento de Oporto y el Ministerio de Información y Turismo español, que vio en el certamen un buen escaparate para demostrar las buenas relaciones entre España y Portugal. A partir de 1962 el concurso pasó a retransmitirse en directo por TVE y en la edición de 1967 puntualmente se cambió su sede a Oporto. 

## Primera edición, 1960
El 9, 10 y 11 de septiembre de 1960 se celebró en la plaza de toros de Aranda de Duero la primera edición del concurso. Fue presentada por Matías Prats.
La ganadora de la primera convocatoria fue la cantante brasileña Maria Helena, condecorada con el primer premio de interpretación e intérprete del tema vencedor.
El segundo premio de interpretación correspondió a José Aguilar y el tercero, a Esmeralda Mistral.
El resto de intérpretes participantes fueron Carmen y Celia Espín, Teddy Gómez, Imperio de Triana, Fernando Bell, Lauren Vera, Los Anaya y Artur Ribeiro.
|    | Título          | Intérpretes       |
| -- | --------------- | ----------------- |
| 1º | O meu rio Douro | Maria Helena      |
| 2º | Si yo te digo   | Esmeralda Mistral |
| 3º | Canção ao Porto | Maria Helena      |

## Segunda edición, 1961
Aranda de Duero celebra la segunda edición de su festival el 8, 9 y 10 de septiembre de 1961. Queda proclamada ganadora a Elia Rico con la canción Leña quemada. 
|    | Título            | Autores                                          | Intérpretes       |
| -- | ----------------- | ------------------------------------------------ | ----------------- |
| 1º | Leña quemada      | Antonio Llorent Salosa y Ángel Martínez Llorente | Elia Rico         |
| 2º | Carmiña           | Eduardo Rodríguez Cárcamo y Adolfo Garcés        | Los Llaneros      |
| 3º | Madre Anunciación | Mariano Méndez Vigo                              | Conchita Bautista |

## Tercera edición, 1962
Celebrada los días 7, 8 y 9 de septiembre de 1962, pasa a la historia como la primera edición que retransmite TVE. Se salda con la victoria de un tema interpretado por la cantante italiana Nela Colombo.
|    | Título               | Autores                          | Intérpretes   |
| -- | -------------------- | -------------------------------- | ------------- |
| 1º | Quisiera preguntarte | Antonio Areta                    | Nela Colombo  |
| 2º | Romance en Andalucía | Alfredo y Gregorio García Segura | Javier Fleta  |
| 3º | Canção do Douro      | Enrico Geboio                    | Enrico Geboio |

## Cuarta edición, 1963
Con gran éxito de público, la plaza de toros de Aranda de Duero acogió la IV edición de este festival los días 30 y 31 de agosto y 1 de septiembre de 1963.
El tema vencedor fue Beso robado, creación de Manuel Pliego y Marcial Hita Castillo, siendo interpretado por Luis Heras. El premio de interpretación se lo llevó la portuguesa Ginamaria.

## Quinta edición, 1964
Los días 7, 8 y 9 de agosto de 1964 se celebra la V edición del festival. La cantante Madalena Iglésias vence en una competida edición a la que también se presenta Antonio Calvario, Michel y Luis Gardey.
|     | Título              | Autores                                 | Intérpretes       |
| --- | ------------------- | --------------------------------------- | ----------------- |
| 1º  | Sonha               | Carlos Canelhas                         | Madalena Iglésias |
| 2º  | Serás para mí       | Fernando Sáez y Ángel Martínez Llorente | Michel            |
| 3º  | Namorados de Lisboa | Paulo Lucena y Antonio Andrade          | Maria Clara       |
| 4º  | Canção da vida      | Jeronimo Bragance, Nobrega y Sousa      | Antonio Calvario  |
| 5º  | Rodrigo             | Ignacio Montero y Lleó Borrell          | Luis Gardey       |
| 6º  | Plegaria Louisiane  | Fina de Calderón                        | Michel            |
| 7º  | Pimienta            | Tomás de la Huerta y José Torregrosa    | Dúo Radiant       |
| 8º  | Aranda do Douro     | Arthur Riveiro y Arthur Rebocho         | Arthur Riveiro    |
| 9º  | Quince faroles      | Gabriel Baldrich y Francisco Zapata     | Isa Zaro          |
| 10º | Un pacto            | Amado Agüero y José Luis Navarro        | Luis Gardey       |

## Sexta edición, 1965
Del 6 al 8 de agosto de 1965 tuvo lugar en Aranda de Duero el VI festival de la canción.
Fue ganado por Mariola, un tema creado por Fina de Calderón y cantado por Francisco Heredero.
Entre los participantes figuró Salomé (Algo más, de Cholo Baltasar y Maryní Callejo; y O..., de Lleó Borrell), Dyango (Cuando la vi), Marty Cosens (Seré, Si preguntan por mi), Teresa María (Tempranito), Los 4 de la Torre (No pisar la luna), Silvana Velasco (Él) y Alfonso (Brindo, de Juan Erasmo Mochi).
Por primera vez, en las semifinales fue el público asistente quien votó por las canciones semifinalistas que pasarían a la final. La decisión del primer premio recayó sobre varios jurados ubicados en las emisoras de RNE de Madrid, Barcelona, Valencia, Sevilla, Málaga y La Coruña.

## Séptima edición, 1966
Vence el cantante portugués Artur Garcia con la canción A dança do mondo.
|    | Título               | Autores                         | Intérpretes      |
| -- | -------------------- | ------------------------------- | ---------------- |
| 1º | A dança do mundo     | Carlos Canelhas y Antonio Antao | Artur Garcia     |
| 2º | No te lo crees ni tú | Jorge Morell                    | Los Rocking Boys |
| 3º | Risa por llanto      | Francisco Valenzuela            | Valen            |

## Octava edición, 1967
A diferencia de las anteriores, esta convocatoria se celebró en el Palacio de Cristal de Oporto los días 13, 14 y 15 de agosto de 1967, abandonando momentáneamente el emplazamiento de Aranda de Duero. Fue transmtida en la RTP.
El primer puesto correspondió ex aequo a la portuguesa Lenita Gentil (Chuva de verão) y al conjunto español Los Ibéricos (Lisboa es así). Se decidía de este modo conceder simultáneamente la Margarita de Oro del festival cada año a una canción española y a una portuguesa.
La cantante Tonicha se llevó el premio a la mejor interpretación con la canción Tra-la-la-la-la.

## Novena edición, 1968
Se premia con la Margarita de Oro a la canción española Nunca (cantada por Jack Carmelo) y a la portuguesa Não quero dizer adeus (interpretada por Lenita Gentil, que vuelve a ganar por segundo año consecutivo el primer premio).
El cantante Alberto se lleva el 2º premio con la canción Los segadores.
|    | Título                | Autores                                     | Intérpretes      |
| -- | --------------------- | ------------------------------------------- | ---------------- |
| 1º | Não quero dizer adeus | Victorino de Sousa y Rosende Dias           | Lenita Gentil    |
| 1º | Nunca                 | Juan Serracant y Jorge Domingo              | Jack Carmelo     |
| 2º | Los segadores         | Ramón Simó y José Solá                      | Alberto          |
| 3º | Rio Douro passa       | Eurico Augusto                              | Eurico Augusto   |
| 3º | Um barco vem no mar   | Fernando Alvareda y Antonio Ruiz de Almeida | Antonio Calvario |

## Décima edición, 1970
En 1969 no se celebró el Festival Hispano-portugués de la Canción del Duero porque en la localidad de Aranda de Duero se encontraban vacantes los cargos de presidente de la cámara municipal y de gobernador civil.
La edición de 1970 premió a Toni Bernan y a Raimundo, intérpretes español y portugués respectivamente.
|    | Título        | Autores                        | Intérpretes      |
| -- | ------------- | ------------------------------ | ---------------- |
| 1º | Cuando vengas | José Valera                    | Toni Bernan      |
| 1º | Gisela        | Luis Gomes y Natalina Catarino | Raimundo         |
| 2º | Gran rueda    | Ferrer y Antonio José          | Fernando Lito    |
| 3º | Tiquitoc      | José Letaun y Fausto Turell    | Fernando Mendoza |

## Continuidad del festival
En paralelo al de Aranda de Duero, se celebró otro festival hispano-portugués: el Festival del Miño de Orense, entre 1965 y 1973. 
Décadas después, la misma localidad de Aranda de Duero pondrá en marcha el Sonorama, un festival de música independiente que alcanzaría un gran prestigio con el paso del tiempo. 